# شندژی
شندژی (به لاتین: Shendzhy) یک منطقهٔ مسکونی در روسیه است که در آدیغیه واقع شده‌است.